# Trgovačko pravo
Trgovačko pravo je skup pravnih pravila koja reguliraju subjekte trgovačkog prava (statusno trgovačko pravo ili pravo društava) i pravne poslove trgovačkog prava (ugovorno trgovačko pravo).
U Hrvatskoj je Zakon o trgovačkim društvima donesen 23. studenog 1993. g. a počinje se primjenjivati od 1. siječnja 1995. g.
Trgovačko pravo u suvremenom smislu je grana prava koja se odnosi na prava i obveze proizašle iz isporuka robe i pružanja usluga, te na pravne ustanove koji unapređuju i omogućuju tijek trgovačkih poslova. Trgovačko pravo koje se odnosi na trgovačke ugovore (engl. Contract Law, njem. Handelsvertrage) zajedno s pravom društava (eng. Company Law, njem. Gesellschaftsrecht) čini cjelinu.